# Turnera krapovickasii
Turnera krapovickasii är en passionsblomsväxtart som beskrevs av M.M. Arbo. Turnera krapovickasii ingår i släktet Turnera och familjen passionsblomsväxter. Inga underarter finns listade i Catalogue of Life.